# Planchonella laetevirens
Planchonella laetevirens är en tvåhjärtbladig växtart som först beskrevs av Henri Ernest Baillon, och fick sitt nu gällande namn av Jean Baptiste Louis Pierre och Marcel Marie Maurice Dubard. Planchonella laetevirens ingår i släktet Planchonella och familjen Sapotaceae. Inga underarter finns listade i Catalogue of Life.